# Мосолов Олександр Васильович
Олександр Васильович Мосолов (29 липня (11 серпня) 1900 — 12 липня 1973) — радянський композитор.

## Життєпис
Народився у Києві. З 1904 року мешкав в Москві. Брав участь у громадянській війні на боці червоних. Здобув освіту у Московську консерваторію (закінчив у 1925) в класі Р. М. Глієра та М. Я. Мясковського. У другій половині 1920-х рр. вважався одним з найталановитіших композиторів авангардного складу, входив в Асоціації сучасної музики (АСМ). Експерименти Мосолова в області музичного конструктивізму — перш за все, симфонічний епізод «Завод. Музика машин» (1928, з нездійсненого балету «Сталь») і вокальні п'єси «Чотири газетні оголошення» (з «Известий» ВЦВКа) (1926) — викликали великий інтерес як в СРСР, так і за кордоном. Проте в 1930-і роки музика Мосолова і він сам піддалися цькуванням, в 1937 композитор був репресований, засуджений до 8 років ув'язнення. У 1938 році за клопотанням Мясковського та інших був звільнений, але позбавлений права проживати у великих містах.
Пізніше творчість Мосолова носить набагато традиційніший, а часом (як, наприклад, в Танцювальної сюїті для арфи соло, 1946) і відверто стилізаційний характер.

## Твори
У спадщині Мосолова — 4 опери («Герой», 1928, «Гребля», 1930, «Сигнал», 1941, «Маскарад», 1944, за драмою Лермонтова), 7 симфоній, концерти для фортепіано, віолончелі, арфи з оркестром, камерна і вокальна музика. Велика кількість робіт А. В. Мосолова не видані або загублені.

### Опери та оперети
- 1928 — «Герой», одноактна опера, лібрето А. В. Мосолова, op.28
- 1929-1930 — «Гребля», опера в 5 діях і 10 картинах (присв. Н. Я. Мясковського), лібрето Я. Л. Задихіна, op.35
- 1930 — «Хрещення Русі», оперета на три дії, текст Н. Адуева
- 1939 — «Мій син», лібрето А. В. Мосолова
- 1941 — «Сигнал», одноактна опера, лібрето О. Литовського
- 1944 — «Маскарад», одноактна опера в 6 картинах за однойменною драмою М. Ю. Лермонтова

### Балети
- 1927 — «Сталь», сюїта з балету в 4-х епізодах, op.19-a (утер.)
- 1927 — «Чотири Москви», четвертий акт балету (три інших акта балету були замовлені Л. Половинкину, Ан. Александрову та Д. Шостаковичу)

### Симфонії
- Симфонія-op.20, 1928 р. (утер.)
- Симфонія E-dur в 4-х частинах, 1944 р.
- Симфонія № 2 C-dur в 4-х частинах, 1946 р.
- Симфонія-пісня B-dur «Симфонічні пісні з життя кубанських козаків-колгоспників» в 4-х частинах, 1949—1950 рр..
- Симфонія C-dur в 4-х частинах, 1958—1959 рр.
- Симфонія № 3 a-moll «Чотири поеми про цілинну землю» — присв. Н. А. Федотову, 1961—1962
- Симфонія № 5 e-moll в 4-х частинах-присв. Н. К. Мешко, 1965 р.

### Твори для сольного інструмента з оркестром
- Концерт № 1 для фортепіано з малим оркестром, op.14, 1926—1927 р.
- Концерт № 2 для фортепіано з оркестром, op.34, 1932 р.
- Концерт № 1 для віолончелі з оркестром, 1935 р. (утер.)
- Концерт для арфи з оркестром, 1939 р.
- Концерт № 2 для віолончелі з оркестром, 1937—1945 р.
- Концерт для віолончелі з оркестром на Кабардино-Балкарський теми, 1956 р. (утер.)
- Елегійна поема для віолончелі з оркестром (присв. А. П. Стогородському), 1960 р.
- Концерт № 3 для фортепіано з оркестром, 1971 р.

## Оркестрові твори інших жанрів
- Завод. Музика машин, симфонічний епізод з балету «Сталь», op.19, 1926—1928 рр.

### Камерно-інструментальні твори
- Три ліричні п'єси для альта і фортепіано, op.2, 1920-і роки.
- Елегія для віолончелі та фортепіано, op.2, 1920-і роки.
- Соната № 1 c-moll для фортепіано, op.3, 1924 р.
- Соната № 2 h-moll для фортепіано, op.4, 1923—1924 роки.
- Легенда для віолончелі та фортепіано, op.5, 1924 р.
- Соната № 3 для фортепіано, op.6 (утер.)
- Балада-тріо для кларнета, віолончелі та фортепіано, op.10 (op.17), 1925 р.
- Соната № 4 для фортепіано, op.11, 1925 р.
- Соната № 5 d-moll для фортепіано, op.12, 1925 р.
- Два ноктюрн для фортепіано, op.15, 1926 р.
- Соната для альта соло, op.21-a, 1920-і рр.. (Утер.)
- Струнний квартет № 1 a-moll, op.24, 1926 р.
- Три п'єски і два танці для фортепіано, op.23, 1927 р.
- Туркменські ночі для фортепіано, 1928 р.
- Дві п'єси для фортепіано на узбецькі теми, op.31, 1929 р.
- Струнний квартет № 2 C-dur (Сюїта на теми патріотичних солдатських і партизанських пісень 1812 року), 1943 р. перша редакція
- Танцювальна сюїта для арфи 1940-і рр.
- Чотири п'єси для гобоя і фортепіано, 1940 рр.
- Чотири п'єси для фагота і фортепіано, 1940-і рр.
- Дві п'єси для віолончелі та фортепіано, 1947 р.
- Серенада для мандоліни і фортепіано, 1950 р.
- Три п'єси на теми пісень кубанських козаків-колгоспників для віолончелі та фортепіано (пам'яті Н. Я. Мясковського), 1950—1951 рр..
- Етюд для шестиструнної гітари, 1954 р.
- Дев'ять дитячих п'єс для фортепіано, 1956 р.
- Квінтет для двох скрипок, альта, віолончелі та фортепіано («кабардинські сценки»), 1956 р.
- Танець для скрипки і фортепіано, 1950 рр.
- Струнний квартет на кабардинські теми, 1950-і рр.